# José Marsillac
José Alfredo Montes de Marsillac (Aracaju, 1904 — Campinas, 11 de julho de 1985) foi um engenheiro brasileiro e combatente da Revolução Constitucionalista de 1932.

## Biografia
Nascido em Sergipe filho do coronel Manoel de Marsillac Mota e de Maria Glória Montes, ainda criança, mudou-se com a família para o Rio de Janeiro, onde, aos 19 anos,  graduou-se em engenharia pela Escola Politécnica do Rio de Janeiro.
Em 1924 transferiu-se para São Paulo, vindo a trabalhar no ramal Mairinque-Santos da Estrada de Ferro Sorocabana, destacando-se pelo seu trabalho na área de obras de concreto armado, em uma época em que o uso desse material em pontes ferroviárias era muito questionado. Engenheiro projetista, desenvolveu várias técnicas para a construção de estradas e túneis. Em 1929, foi convidado a trabalhar na Companhia Paulista de Estradas de Ferro, e transferiu-se-se para Jundiaí.
Quando teve início a Revolução de 1932, o engenheiro se alistou no Exército Constitucionalista e atuou na defesa do Túnel da Mantiqueira, localizado na divisa entre os estados de São Paulo e Minas Gerais, entre os municípios de Cruzeiro e Passa Quatro. Nessa área aconteceram os confrontos mais violentos e houve o maior número de baixas dentre todas as frentes de combate. No dia 11 de setembro, durante um confronto, Marsillac foi atingido por um estilhaço de granada e ficou praticamente cego.
Mesmo depois de perder 99% de visão, o engenheiro Marsillac ainda trabalhou por muitos anos na Companhia Paulista.
Em sua homenagem, seu nome foi  dado a uma estação da linha Mairinque-Santos, inaugurada em 1934. Posteriormente, o nome da estação passaria a designar o distrito mais meridional da cidade de São Paulo - Marsilac.
José Alfredo de Marsillac continuou a trabalhar em projetos e a escrever livros, até sua morte em Campinas no ano de 1985, foi sepultado no Cemitério da Consolação.